# 刘光弟
刘光弟（1916年7月—1999年10月22日），男，直隶房山人，中华人民共和国政治人物，曾任青海省人大常委会副主任，中共青海省顾问委员会常委。